# لی جه جین
لی جه جین (انگلیسی: Lee Jae-jin؛ زادهٔ ۱۳ ژوئیهٔ ۱۹۷۹) خواننده اهل کره جنوبی است. وی از سال ۱۹۹۷ میلادی تاکنون مشغول فعالیت بوده‌است.